# Prestonia didyma
Prestonia didyma là một loài thực vật có hoa trong họ La bố ma. Loài này được (Vell.) Woodson miêu tả khoa học đầu tiên năm 1936.